# Reforce d'Agoult
Reforce d'Agoult est un sénéchal angevin de Lombardie, sous le règne de Jeanne Ire. Il fut tué à la bataille de Gamenario et remplacé par Roberto di Luinardo.